# Pierre Paulin
Pierre Paulin (* 9. Juli 1927 in Paris; † 13. Juni 2009 in Montpellier) war ein französischer Designer. Er ist heute vorwiegend für seine organischen Sesselentwürfe bekannt.

## Leben und Werk

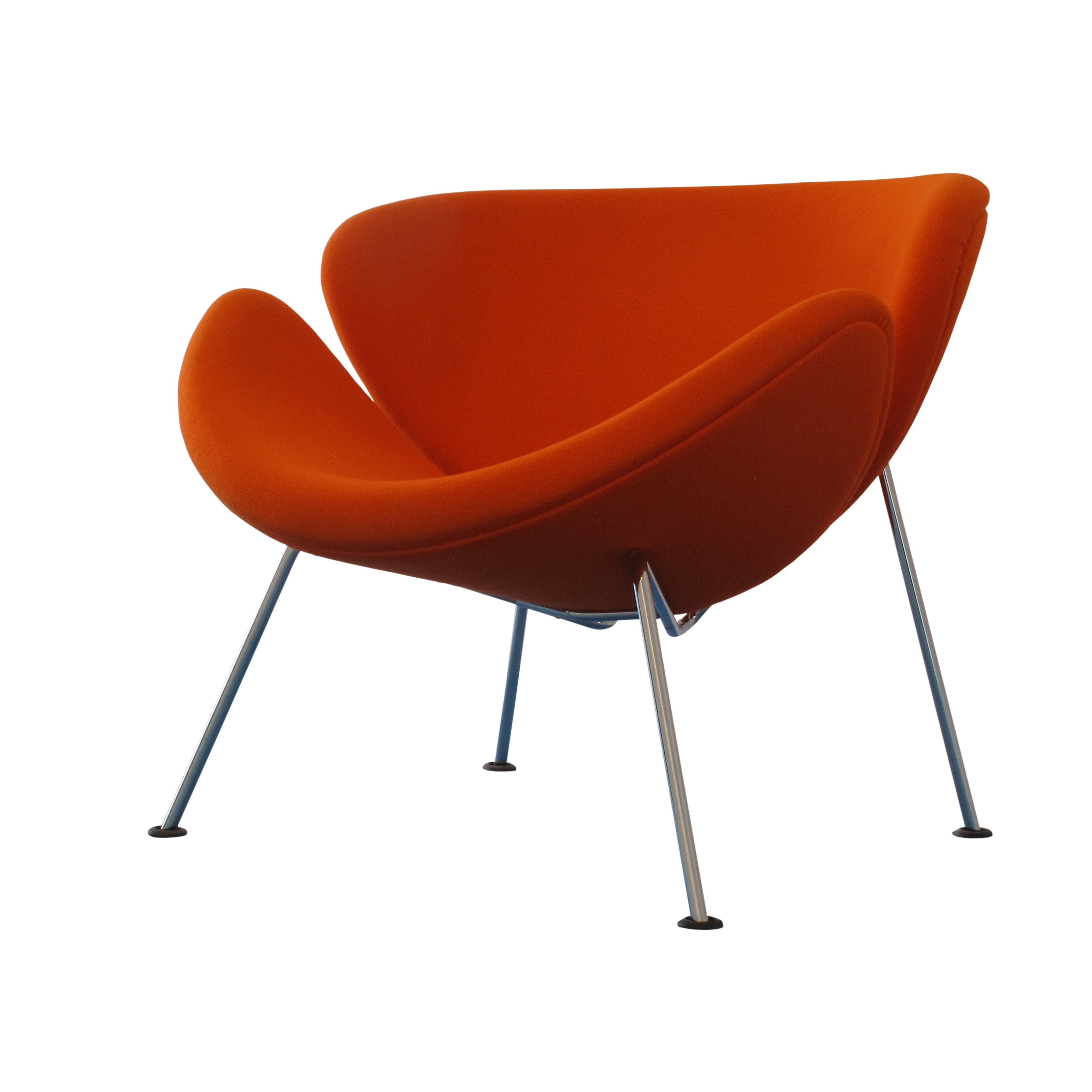
Orange Slice Chair

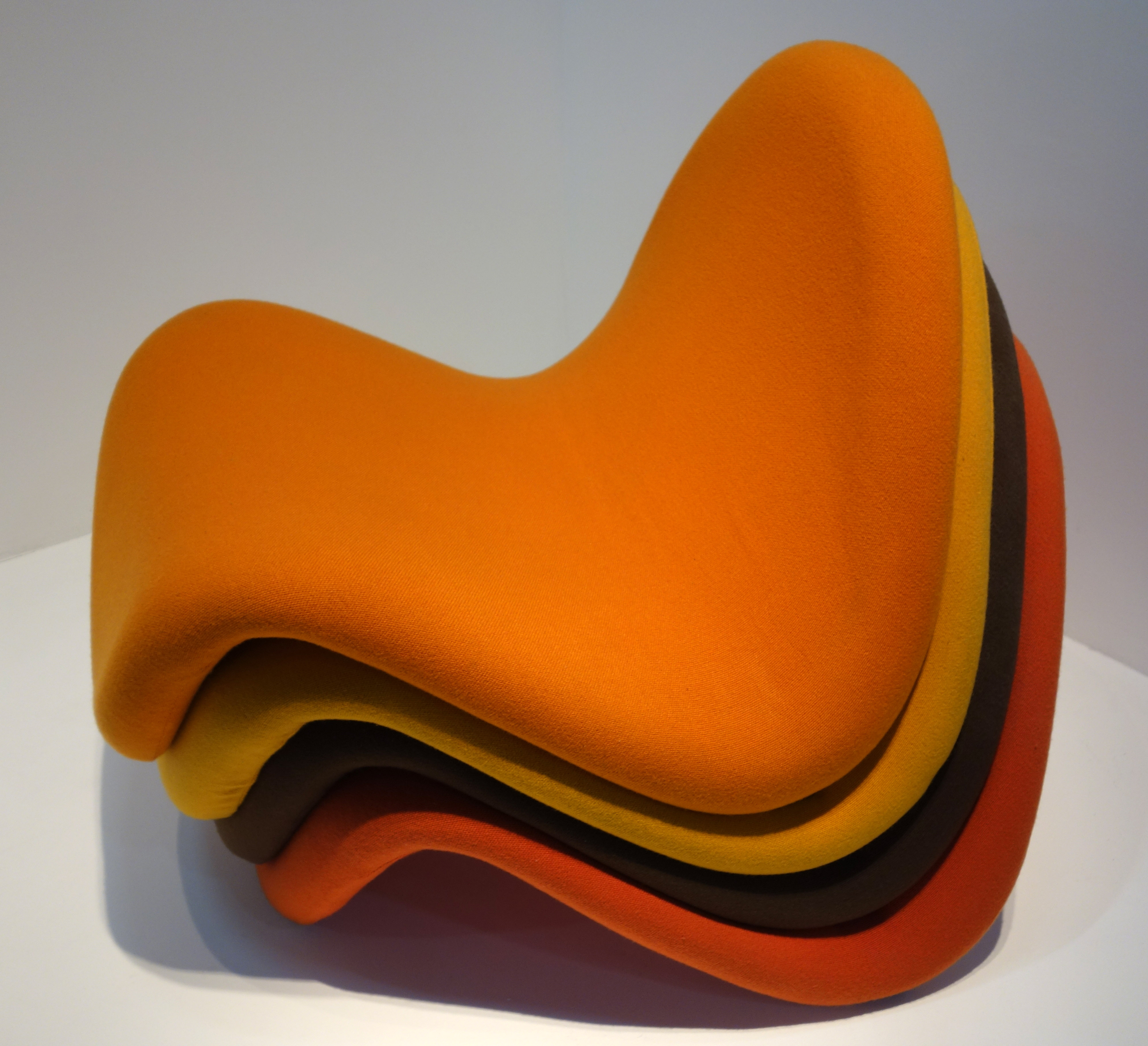
Gestapelte Tongue Chairs

Der 1927 geborene Pierre Paulin studierte von 1947 bis 1950 Bildhauerei an der privaten Kunsthochschule École Camondo in Paris. Nach Abschluss des Studiums arbeitete er in den Büros der Innenarchitekten Maxime Old und Marcel Gascoin. 1953 beteiligte er sich an der Ausstellung Foyer d'aujourd'hui im Grand Palais und trat damit erstmals mit eigenen Möbelentwürfen öffentlich in Erscheinung.
Ab 1954 bot der Möbelhersteller Thonet Möbel nach Entwürfen Paulins an. Im Rahmen einer stilistischen Neuausrichtung des Maastrichter Möbelherstellers Artifort hin zu zeitgenössischen Entwürfen, stellte der Designer Kho Liang Ie den Kontakt zu Pierre Paulin her, der in der Folgezeit zahlreiche organische Stühle und Sessel für das Unternehmen entwarf. Auf hölzernen Konstruktionen aufbauend, waren die Sitzschalen von Modellen wie dem Mushroom Chair (1960), dem Ribbon Chair (1966) oder dem Tongue Chair (1967) jeweils mit Porengummi gepolstert und mit elastischen Bezugsstoffen bezogen, die sich den organischen Formen der Sitzschalen anpassen.
1975 gründete Paulin gemeinsam mit seiner Frau Maïa Wodzislawska und mit Marc Lebailly die Designagentur ADSA, mit der er auch zahlreiche Entwürfe außerhalb des Möbelbereichs umsetzte. So entwarf er etwa mehrere Kochgeschirre für Tefal.
Mit Roger Tallon gründete er 1981 die Designberatungsfirma ADSA & Partners.
Darüber hinaus war Paulin an der Entwicklung des ersten Monobloc-Stuhls beteiligt. Dem befreundeten Unternehmer Henry Massonet, dessen Unternehmen Stamp mit dem "Fauteuil 300" den ersten Stuhl dieser Art auf den Markt brachte, half er bei der Bewältigung technischer Schwierigkeiten bei der Fertigung. Da sich Paulin jedoch der zweifelhaften Ästhetik dieser preisgünstigen Stühle bewusst war, legte er großen Wert darauf, in diesem Zusammenhang nicht namentlich genannt zu werden.
Paulin hatte sich im Laufe seiner Karriere einen Namen gemacht, indem er als Innenarchitekt für die französischen Präsidenten Georges Pompidou und François Mitterrand jeweils die Privaträume im Élysée-Palast einrichtete, sowie den Wartesaal des TGV-Terminals am Bahnhof Paris Gare de Lyon und die Aile Denon, einen Teilbereich des Louvre gestaltete.

## Ehrungen und Ausstellungen
1969 wurde der von Pierre Paulin entworfene Ribbon Chair mit dem Chicago Design Award ausgezeichnet. 1987 erhielt Paulin den Grand prix national de la Création industrielle. Im Jahr 2016 zeigte das Centre Georges-Pompidou eine Retrospektive über das Werk Pierre Paulins.